# Un client sérieux (film)
 (juillet 2025).
Pour plus de détails, voir Fiche technique et Distribution.
Un client sérieux est un court métrage français réalisé par Claude Autant-Lara en 1932.
C'est une adaptation de la pièce éponyme de Georges Courteline.

## Fiche technique
- Titre : Un client sérieux
- Réalisation : Claude Autant-Lara
- Photographie : Michel Kelber
- Montage : Claude Autant-Lara
- Société de production : Paramount Pictures[1] (France)
- Pays d'origine :  France
- Format : Noir et blanc - Son mono - 1,33:1
- Genre :  Court métrage Comique
- Durée : 22 minutes
- Date de sortie : France - 1932

## Distribution
- Marcel Vallée
- Paul Faivre
- Charles Camus
- Henri Niel
- Louis Pré fils